# Histoire 52
Pour plus de détails, voir Fiche technique et Distribution.
Histoire 52 (grec moderne : Ιστοριά 52) est un film grec réalisé par Alexis Alexiou et sorti en 2008.

## Synopsis
Jason rencontre Pénélope lors d'un dîner chez des amis communs. Ils finissent par s'installer ensemble. Ils partagent tout. Ils jouent ensemble à essayer de contrôler leurs rêves. Un matin, Jason se réveille et Pénélope a disparu. Il ne se souvient pas qu'elle soit partie, ni pourquoi elle est partie. Il tente de se souvenir. Sa mémoire lui fait défaut tandis que ses migraines empirent. Les questions s'accumulent.

## Fiche technique
- Titre : Histoire 52
- Titre original : Ιστοριά 52
- Réalisation : Alexis Alexiou
- Scénario : Alexis Alexiou
- Direction artistique : Penelope Valti
- Décors :
- Costumes : Kiki Karabela
- Photographie : Christos Karamanis
- Son : Dimitris Kanellopoulos
- Montage : Panos Voutsaras
- Musique : Felizol et Peekay Tayloh
- Société(s) de production : Tugo Tugo, Centre du cinéma grec
- Pays d'origine :  Grèce
- Langue : grec
- Format : Couleurs - Dolby Digital
- Genre : drame
- Durée : 97 minutes
- Dates de sortie : 
  - Première projection : Festival international du film de Rotterdam (janvier 2008)
  - Sortie en Grèce : 10 avril 2008

## Distribution
- Giorgos Kanakakis
- Serafita Grigoriadou
- Daphne Lambrogianni
- Argyris Thanasoulas
- Yiasemi Kilaidoni
- Orfeas Zafiropoulos

## Récompenses
- Sélections :
  - Festival international du film de Rotterdam 2008
  - Festival international du film fantastique de Bruxelles 2008
  - Festival du nouveau cinéma de Montréal 2008
  - Festival du film de Varsovie 2008
  - Utopiales 2008
  - 32e Sao Paulo International Film Festival
  - Festival international du film de Thessalonique 2008 : compétition grecque
  - Tallinn Black Nights Film Festival 2008
- Festival international du film de Catalogne 2008 : meilleur scénario